# Aldeacentenera (kommunhuvudort)
Aldeacentenera är en kommunhuvudort i Spanien.   Den ligger i provinsen Provincia de Cáceres och regionen Extremadura, i den centrala delen av landet, 190 km sydväst om huvudstaden Madrid. Aldeacentenera ligger 566 meter över havet och antalet invånare är 904.
Terrängen runt Aldeacentenera är platt västerut, men österut är den kuperad. Terrängen runt Aldeacentenera sluttar norrut. Runt Aldeacentenera är det mycket glesbefolkat, med 5 invånare per kvadratkilometer. Närmaste större samhälle är Madroñera, 15,7 km sydväst om Aldeacentenera. Omgivningarna runt Aldeacentenera är huvudsakligen savann.